# Nebil Ibrahim
Nebil Mahmud Ibrahim (* 2. Dezember 2000 in Uppsala) ist ein schwedischer Boxer.

## Karriere
Ibrahim wurde 2019, 2021 und 2022 jeweils Schwedischer Meister und nahm an der Europameisterschaft 2022 in Jerewan teil, wo er im Viertelfinale gegen Javier Ibáñez ausschied.
Bei den Europaspielen 2023 in Krakau erreichte er mit Siegen gegen Alen Rustemovski, Farid Walizadeh und Roland Veres das Halbfinale, wo er erneut gegen Ibáñez unterlag und Bronze im Federgewicht gewann. Er qualifizierte sich damit zur Teilnahme an den Olympischen Spielen 2024 in Paris, wo er gegen Abdumalik Xaloqov ausschied.